# Similaria enigmatica
Similaria enigmatica är en spindelart som beskrevs av Prószynski 1992. Similaria enigmatica ingår i släktet Similaria och familjen hoppspindlar. Inga underarter finns listade i Catalogue of Life.